# Jöchlspitze
De Jöchlspitze (ook gespeld als Jöchelspitze) is een 2226 meter hoge grasberg in de Allgäuer Alpen in het Oostenrijkse Tirol.
De Jöchlspitze is de meest zuidelijke top van een kam die zich vanaf de Hornbachspitze via de Große Krottenkopf vanaf de hoofdkam van de Allgäuer Alpen uitstrekt in de richting van het Lechtal. Het is een kenmerkende met gras begroeide top zoals deze in de omgeving veel voorkomen. Meerdere gemarkeerde wandelwegen voeren naar de top. De makkelijkste loopt over het Botanische Lehrpfad vanaf het bergstation van de Lechtaler Bergbahn.